# Microcampa coreana
Microcampa coreana är en fjärilsart som beskrevs av Matsumura 1931. Microcampa coreana ingår i släktet Microcampa och familjen snigelspinnare. Inga underarter finns listade i Catalogue of Life.